# Amor dividido
Amor dividido es una telenovela mexicana producida por Angelli Nesma Medina para TelevisaUnivision en 2022. La telenovela es una versión de la historia colombiana Allá te espero, original de Adriana Suárez y Javier Giraldo, la cual es adaptada por Juan Carlos Alcalá. Se estrenó por Las Estrellas el 17 de enero de 2022 en sustitución de S.O.S me estoy enamorando y finalizó el 12 de junio del mismo año siendo reemplazado por la quinta temporada de Esta historia me suena.
Esta protagonizada por Eva Cedeño, Gabriel Soto y Andrés Palacios, junto con Irina Baeva, Jessica Mas, Arturo Peniche y Ramiro Fumazoni en los roles antagónicos.

## Reparto
El 4 de octubre de 2021, se compartió una lista de los actores confirmados por el periodista Juan José Origel, en su columna «Vida y milagros» del periódico El Sol de México.

### Principales
- Eva Cedeño como Abril Moreno Sánchez[8]
- Gabriel Soto como Max Stewart Doar[9]
- Arturo Peniche como Alejo Núñez Spindola
- Irina Baeva como Debra Puig Alatriste
- Andrés Palacios como Bruno García Solís
- José Elías Moreno como Domingo Moreno
- Gabriela Rivero como Rosaura Sánchez Robles[10]
- Eugenia Cauduro como Cielo Sánchez Robles
- Elsa Ortiz como Julia Moreno Sánchez
- Pedro Moreno como Amaury Ramírez Nieto
- Jessica Mas como Minerva Ortiz
- Ramiro Fumazoni como Fabricio Zepeda
- Lisardo como Lorenzo Iñíguez
- Marco Méndez como Valente Tovar
- Pedro Sicard como Phillipe Charpentier
- Julio Mannino como Benicio Quintana
- Lambda García como Danilo Medina Sánchez
- Federico Ayos como Gabriel Núñez
- Laura Vignatti como Joana Foglia
- Alfredo Gatica como José Licona
- Pablo Valentín como Antonio Picasso
- Fabián Robles como Kevin Hernández
- Fernando Robles como Miguel Fuentes
- Roberto Tello como Mike Roa
- Patricio de la Garza como Francisco «Pancho» Tovar
- Iker García como Hugo García
- Paulina Ruíz como Lucero Tovar
- Sergio Madrigal como Renán de la Riva
- Iván Ochoa como Pipe
- Jorge Gallegos como Osmar Gómez
- Ricardo Franco como Ramiro Salcedo

### Recurrentes e invitados especiales
- Ligia Uriarte como Sonia Escobar
- Mar Bonelli como Xiomara Sosa
- Abril Schreiber como Mariana
- Luis Xavier como Silvio
- Francisco Avendaño como Ismael Puig
- Mara Cuevas como Enedina Alatriste de Puig
- Ricardo Vera como Pedro Zepeda
- Jorge Ortín como Sinesio Ramos[11]
- Alejandro Peniche como Jerónimo
- Carlo Guerra como Jorge Gallardo
- Fermín Zúñiga como Fermín Zamora
- Andrea Guerrero como Esther
- Jessy Santacreu como Fabiola
- Rocío Leal como Norma Quiñonez
- Haydeé Navarra como Sofía Larios

## Episodios
| N.º    | Título                                            | Fecha de emisión original | Audiencia (millones) |
| ------ | ------------------------------------------------- | ------------------------- | -------------------- |
| 1      | «No me pidas que nos separemos»                   | 17 de enero de 2022       | 3.1                  |
| 2      | «Dejar que la vida siga su curso»                 | 18 de enero de 2022       | 3.2                  |
| 3      | «Periodo de prueba»                               | 19 de enero de 2022       | 3.0                  |
| 4      | «El fin justifica los medios»                     | 20 de enero de 2022       | 3.3                  |
| 5      | «No confías en mí»                                | 21 de enero de 2022       | 2.9                  |
| 6      | «Mentiras piadosas»                               | 24 de enero de 2022       | 3.2                  |
| 7      | «Eres una ladrona»                                | 25 de enero de 2022       | 2.9                  |
| 8      | «Mantener bajo perfil»                            | 26 de enero de 2022       | 2.9                  |
| 9      | «Esa mujer te provoca algo»                       | 27 de enero de 2022       | 2.9                  |
| 10     | «Reestructuración de área»                        | 28 de enero de 2022       | 2.8                  |
| 11     | «La última noche juntos»                          | 31 de enero de 2022       | 2.9                  |
| 12     | «Todos tenemos un precio»                         | 1 de febrero de 2022      | 2.9                  |
| 13     | «Aquí te esperamos»                               | 2 de febrero de 2022      | 2.7                  |
| 14     | «Soltera y sin hijos»                             | 3 de febrero de 2022      | 2.7                  |
| 15     | «El altruista y la mujer de las virtudes»         | 4 de febrero de 2022      | 2.7                  |
| 16     | «Atrapar al mejor cliente»                        | 7 de febrero de 2022      | 3.0                  |
| 17     | «Debra me pidió el divorcio»                      | 8 de febrero de 2022      | 2.6                  |
| 18     | «Vine a ver a mis hijos»                          | 9 de febrero de 2022      | 3.3                  |
| 19     | «Salvar el negocio»                               | 10 de febrero de 2022     | 2.9                  |
| 20     | «Mi vida no tiene sentido»                        | 11 de febrero de 2022     | 2.4                  |
| 21     | «No sé estar sin ti»                              | 14 de febrero de 2022     | 2.7                  |
| 22     | «Cuidar el pellejo»                               | 15 de febrero de 2022     | 2.9                  |
| 23     | «Queremos cosas diferentes»                       | 16 de febrero de 2022     | 2.8                  |
| 24     | «Aguas con esa mujer»                             | 17 de febrero de 2022     | 2.9                  |
| 25     | «Regresa a mis brazos»                            | 18 de febrero de 2022     | 2.8                  |
| 26     | «Creo que soy tu hijo»                            | 21 de febrero de 2022     | 2.7                  |
| 27     | «Como moneda de cambio»                           | 22 de febrero de 2022     | 2.8                  |
| 28     | «Ya estás en tu casa»                             | 23 de febrero de 2022     | 2.4                  |
| 29     | «Me robaron todo»                                 | 24 de febrero de 2022     | 2.8                  |
| 30     | «Con la cabeza fría»                              | 25 de febrero de 2022     | 2.6                  |
| 31     | «Los riesgos son infinitos»                       | 28 de febrero de 2022     | 2.3                  |
| 32     | «Por lo menos lo intenté»                         | 1 de marzo de 2022        | 2.2                  |
| 33     | «Voy a renunciar»                                 | 2 de marzo de 2022        | 2.7                  |
| 34     | «Por mí te puedes morir»                          | 3 de marzo de 2022        | 2.7                  |
| 35     | «Perdóname Abril»                                 | 4 de marzo de 2022        | 2.5                  |
| 36     | «En carne propia»                                 | 7 de marzo de 2022        | 2.8                  |
| 37     | «Yo la necesito»                                  | 8 de marzo de 2022        | 2.9                  |
| 38     | «Ya no quieres estar conmigo»                     | 9 de marzo de 2022        | 2.5                  |
| 39     | «No me siento satisfecha»                         | 10 de marzo de 2022       | 3.0                  |
| 40     | «La carta laboral viene en camino»                | 11 de marzo de 2022       | 2.5                  |
| 41     | «Bienvenido a GoodFit»                            | 14 de marzo de 2022       | —                    |
| 42     | «Me has hecho mucha falta»                        | 15 de marzo de 2022       | —                    |
| 43     | «Una mentira tras otra»                           | 16 de marzo de 2022       | 2.5                  |
| 44     | «Traicionar tus valores»                          | 17 de marzo de 2022       | —                    |
| 45     | «Se nos están saliendo de las manos»              | 18 de marzo de 2022       | —                    |
| 46     | «Llenos de tentaciones»                           | 21 de marzo de 2022       | 2.3                  |
| 47     | «Que Dios te bendiga»                             | 22 de marzo de 2022       | 2.6                  |
| 48     | «Me estoy enamorando de ella»                     | 23 de marzo de 2022       | 2.9                  |
| 49     | «Soy hija de prófugos de la justicia»             | 24 de marzo de 2022       | 2.3                  |
| 50     | «¡Nos dieron la visa!»                            | 25 de marzo de 2022       | 2.1                  |
| 51     | «¿Me llevas hasta San Antonio?»                   | 28 de marzo de 2022       | 2.1                  |
| 52     | «Una posibilidad de amar»                         | 29 de marzo de 2022       | 2.3                  |
| 53     | «Al cielo o al infierno»                          | 30 de marzo de 2022       | 2.2                  |
| 54     | «Ya salió la paloma»                              | 31 de marzo de 2022       | 2.2                  |
| 55     | «Usted no puede entrar a Estados Unidos»          | 1 de abril de 2022        | 2.2                  |
| 56     | «Orden de deportación»                            | 4 de abril de 2022        | 2.2                  |
| 57     | «Ya no hay vuelta atrás»                          | 5 de abril de 2022        | 2.0                  |
| 58     | «Repatriados sin escala»                          | 6 de abril de 2022        | 2.3                  |
| 59     | «Se lo llevaron a la cárcel»                      | 7 de abril de 2022        | 2.0                  |
| 60     | «Se acabaron los privilegios»                     | 8 de abril de 2022        | 2.2                  |
| 61     | «No lo logré»                                     | 11 de abril de 2022       | 2.3                  |
| 62     | «Ella se va a quedar con él»                      | 12 de abril de 2022       | 2.2                  |
| 63     | «Me quiero quedar con mi papá»                    | 13 de abril de 2022       | 2.1                  |
| 64     | «Gabriel enfrenta a Alejo con la verdad»          | 14 de abril de 2022       | 1.8                  |
| 65     | «Tu lugar es conmigo»                             | 15 de abril de 2022       | 1.9                  |
| 66     | «Agárrate de mí»                                  | 18 de abril de 2022       | 2.4                  |
| 67     | «Ya no soy tu mujer»                              | 19 de abril de 2022       | 2.3                  |
| 68     | «Por las buenas o las malas»                      | 20 de abril de 2022       | 2.4                  |
| 69     | «La distancia es más fuerte que el amor»          | 21 de abril de 2022       | 2.1                  |
| 70     | «Me voy a divorciar»                              | 22 de abril de 2022       | 2.1                  |
| 71     | «Me enamoré perdidamente»                         | 25 de abril de 2022       | 2.4                  |
| 72     | «¿En qué momento se acabó la familia?»            | 26 de abril de 2022       | 2.3                  |
| 73     | «No quiero volver a verte»                        | 27 de abril de 2022       | 2.2                  |
| 74     | «Curar las heridas»                               | 28 de abril de 2022       | 2.3                  |
| 75     | «Perder al amor de tu vida»                       | 29 de abril de 2022       | 2.3                  |
| 76     | «Un completo desastre»                            | 2 de mayo de 2022         | 2.1                  |
| 77     | «Aceptar la derrota»                              | 3 de mayo de 2022         | 2.0                  |
| 78     | «¡Que nadie se mueva!»                            | 4 de mayo de 2022         | 2.1                  |
| 79     | «No puedo ocultarlo más»                          | 5 de mayo de 2022         | 2.3                  |
| 80     | «Tu amante»                                       | 6 de mayo de 2022         | 2.1                  |
| 81     | «De aquí no sale nadie»                           | 9 de mayo de 2022         | 2.3                  |
| 82     | «El lugar que me merezco»                         | 10 de mayo de 2022        | 1.6                  |
| 83     | «Sus propios intereses»                           | 11 de mayo de 2022        | 2.5                  |
| 84     | «Juntos saldremos adelante»                       | 12 de mayo de 2022        | 2.4                  |
| 85     | «Todo tiene un límite»                            | 13 de mayo de 2022        | 2.2                  |
| 86     | «Legalmente divorciada»                           | 16 de mayo de 2022        | 2.3                  |
| 87     | «Se te acabó la suerte»                           | 17 de mayo de 2022        | 2.2                  |
| 88     | «No te quiero perder»                             | 18 de mayo de 2022        | 2.4                  |
| 89     | «Nunca es fácil matar»                            | 19 de mayo de 2022        | 2.6                  |
| 90     | «¿Aceptarías casarte conmigo?»                    | 20 de mayo de 2022        | 2.2                  |
| 91     | «La vida da muchas vueltas»                       | 23 de mayo de 2022        | 2.4                  |
| 92     | «La verdad está por encima de todo»               | 24 de mayo de 2022        | 2.4                  |
| 93     | «Todo o nada»                                     | 25 de mayo de 2022        | 2.3                  |
| 94     | «Ven por mí»                                      | 26 de mayo de 2022        | 2.2                  |
| 95     | «Mi niño se me perdió»                            | 27 de mayo de 2022        | 1.9                  |
| 96     | «Nadie regresa por los caídos»                    | 30 de mayo de 2022        | 2.4                  |
| 97     | «Pancho no aparece»                               | 31 de mayo de 2022        | 2.5                  |
| 98     | «El americano está a la cabeza de la red»         | 1 de junio de 2022        | 2.4                  |
| 99     | «Como si se lo hubiera tragado el río»            | 2 de junio de 2022        | 2.3                  |
| 100    | «Maté a mi bebé»                                  | 3 de junio de 2022        | 2.3                  |
| 101    | «Orden de captura»                                | 6 de junio de 2022        | 2.3                  |
| 102    | «¿Te casaste con él?»                             | 7 de junio de 2022        | 2.7                  |
| 103    | «¡Abril tiene un hijo!»                           | 8 de junio de 2022        | 2.5                  |
| 104    | «Voy a luchar por Abril»                          | 9 de junio de 2022        | 3.0                  |
| 105    | «Hazla feliz»                                     | 10 de junio de 2022       | 2.3                  |
| 106107 | «Me salvó la vida»«Escribir una historia de amor» | 12 de junio de 2022       | 2.5                  |

Notas
1. ↑  Este episodio se pre-estrenó el 14 de enero de 2022 a través de la página oficial y la cuenta en Youtube de Las Estrellas.[13]

## Producción
La telenovela se presentó y anunció el 15 de octubre de 2020 durante el «Up-front» de Televisa para la temporada en televisión 2020-21, bajo el esquema «Up-Front: Visión21, realidad sin límites», bajo el título provisional «Allá te espero». El rodaje en locaciones de la telenovela inició el 4 de octubre de 2021 en Zacatlán, Puebla; confirmado un aproximado de 102 episodios para su producción. El claquetazo oficial de la producción se dio en una locación en la Ciudad de México el 1 de noviembre de 2021, teniendo presente a todo el reparto reunido; mientras que el rodaje en foro inició el 4 de noviembre de ese mismo año, junto con una misa oficializada en el foro 11 de Televisa San Ángel. Días más tarde, el 8 de noviembre se confirmó que el título oficial de la telenovela pasa a llamarse «Amor dividido».

## Audiencias
| Temporada | Horario (CT)                                                             | Episodios | Primera emisión     | Primera emisión      | Última emisión      | Última emisión       | Prom. de espectadores (millones) |
| Temporada | Horario (CT)                                                             | Episodios | Fecha               | Audiencia (millones) | Fecha               | Audiencia (millones) | Prom. de espectadores (millones) |
| --------- | ------------------------------------------------------------------------ | --------- | ------------------- | -------------------- | ------------------- | -------------------- | -------------------------------- |
| 1         | Lunes a viernes 18:30 - 19:30 h. Domingo 20:30 - 23:00 h. (Eps. 106-107) | 104       | 17 de enero de 2022 | 3.1                  | 12 de junio de 2022 | 2.5                  | 2.4                              |

## Premios y nominaciones

### TV Adicto Golden Awards 2021
| Categoría          | Nominados                          | Resultado |
| ------------------ | ---------------------------------- | --------- |
| Mejores locaciones | Georgina Garibay y Maricarmen Sola | Ganadores |